# Shigeo Miyoshi
Pour les articles homonymes, voir Miyoshi.
Shigeo Miyoshi (三好 重夫, Miyoshi Shigeo), né le 9 mars 1898 dans la préfecture de Hiroshima et mort le 19 janvier 1982, est un fonctionnaire et homme politique japonais, successivement gouverneur des préfectures de Fukui, de Gifu et de Kyoto entre 1942 et 1945. Il est aussi brièvement vice-secrétaire général du Cabinet (ja) de 1945 à 1946.

## Biographie
Shigeo Miyoshi naît le 9 mars de la 31e année de l'ère Meiji (1898) dans la préfecture de Hiroshima, en tant que fils aîné du marchand et agriculteur Miyoshi Shigeichi (三好 重市),,. Il effectue ses études secondaires au collège Shūdō (ja) dans la ville de Hiroshima, puis au Premier Lycée, à Tokyo. En novembre 1924, alors encore étudiant à l'université, il passe l'examen d'entrée à la fonction publique supérieure (ja). Il obtient son diplôme du département de sciences politiques de la faculté de Droit de l'université impériale de Tokyo en mars 1925,. Le mois suivant, il rejoint le ministère de l'Intérieur et obtient le rang d'inspecteur au sein de la département de police métropolitaine (ja), où il travaille dans la division de la sécurité dans le milieu de la construction.
En juin 1925, Miyoshi devient membre de la division de la sécurité dans le bureau des Affaires policières (ja) du ministère de l'Intérieur. Il est ensuite promu en surintendant régional et devient directeur de la sécurité dans la police préfectorale de Niigata (ja), puis directeur des Affaires générales du département des Affaires intérieures de la préfecture d'Iwate, et secrétaire du ministère de l'Intérieur affecté à un bureau régional. Miyoshi reprend par la suite les mêmes fonctions qu'il a occupées dans la préfecture d'Iwate, mais cette fois-ci dans la préfecture de Kyoto, puis est directeur du secrétariat du gouvernement et du département d'économie de la préfecture de Nagano, entre autres. Il a notamment œuvré durant sa carrière au ministère de l'Intérieur à l'implémentation d'un système d'impôts local, dont le système d'impôts japonais actuel s'inspire.
Le 9 janvier 1942, il devient gouverneur pour la première fois, administrant la préfecture de Fukui, jusqu'au 15 juin de la même année,,. Il exprime notamment au début de son mandat de gouverneur que c'était son souhait de le devenir et que c'est pour cette raison qu'il a rejoint le ministère de l'Intérieur. Le même jour, il est nommé Directeur général (ja) du bureau des Affaires policières (ja) du ministère de l'Intérieur, remplaçant Jirō Imamatsu (ja),. Le 22 avril 1943, il est remplacé par Kingo Machimura (ja). Le 1er juin de la même année, Miyoshi devient gouverneur de la préfecture de Gifu en remplaçant Yoshiatsu Nakano (ja),. Il est remplacé le 23 juillet 1944 par Masami Hashimoto (ja),. Le 28 juillet, il prend le poste de directeur adjoint du bureau du renseignement du cabinet (ja), précédemment occupé par Gorō Murata (ja),,. Le 10 avril 1945, il est remplacé par Tatsuo Hisatomi (ja). À la fin de la Seconde Guerre mondiale, il est nommé gouverneur de la préfecture de Kyoto en juin 1945,. Il tient une conférence extraordinaire en juillet 1945, s'adressant à la population concernant les bombardements aériens et affirme alors que la « victoire était imminente ». Au contraire, le Japon capitule peu après et le jour du 15 août 1945, il est occupé à recevoir les forces américaines. Le 8 octobre, de violentes inondations ont lieu dans le sud de la préfecture et le gouverneur s'y rend pour constater la situation. Son mandat est bref, car le 27 octobre, il est sollicité dans le gouvernement Shidehara (ja),,. Il est nommé vice-secrétaire général au sein du cabinet,,, mais son poste échoit le 13 janvier 1946 après un remaniement ministériel,,. 
De novembre 1946 à octobre 1951, il est interdit de participer à la vie politique en raison de la purge de la fonction publique. En janvier 1947, il rejoint le groupe Satogumi (郷組) et en devient son directeur et vice-président. De juin 1957 à octobre 1967, il est président de la Japan Finance Corporation for Municipal Enterprises (ja),. Durant l'Après-guerre, il est aussi président du conseil de recherche sur le gouvernement local (ja),. À partir de janvier 1980, Shigeo Miyoshi est conseiller spécial pour le ministère de l'Intérieur. Il est meurt le 19 janvier 1982 à l'âge de 83 ans,.